# كوتا بالي
تعد كوتا منطقة سياحية مشهورة، وهي إداريًا قرية حضرية (kelurahan)، وتعد عاصمة مقاطعة كوتا في بادونج ريجنسي بجنوب بالي، إندونيسيا. كانت كوتا في السابق قرية صيد للأسماك، ولكنها أصبحت واحدة من أول المدن في بالي التي شهدت تطورًا سياحيًا كبيرًا، ومنذ ذلك الحين أصبحت وجهة سياحية رائجة ومنتجع شاطئي مهم في إندونيسيا. وتشتهر بشاطئها الرملي الطويل وأماكن الإقامة المتنوعة والعديد من المطاعم والبارات وتجذب العديد من راكبي الأمواج المشهورين الذين يزورونها من أستراليا. تقع المنطقة بالقرب من مطار نجورا راي (Ngurah Rai) في بالي.
اتخذت حكومة مقاطعة بالي وجهة نظر مفادها أن الحفاظ على الثقافة البالية والموارد الطبيعية والحياة البرية لها أهمية قصوى في تنمية الجزيرة. وفي سبيل تحقيق هذه الغاية، قاموا بتطوير قطاع السياحة في شبه الجزيرة الواقعة في الجانب الجنوبي المنعزل من الجزيرة، ويقع شاطئ كوتا على الجانب الغربي من هذه الشبه الجزيرة بينما يقع شاطئ سانور على الجانب الشرقي.
. في شمال شبه الجزيرة لا يُسمح بأي تطوير سياحي جديد.
إلى الجنوب ، يمتد شاطئ كوتا إلى ما بعد المطار إلى جيمباران . تشمل البلدات والقرى المجاورة الأخرى سيسة ، دينباسار, أوجونج ، وتوبان

## إدارة
يشمل بادونغ ريجنسي ثلاث مناطق باسم كوتا:
- منطقة كوتا ( كيكاماتان كوتا ) ، والتي تغطي قرى كوتا وليجيان وسيمنياك وكيدونجانان وتوبان . يشكل كوتا وليجيان وسيمنياك مجتمعًا متصلًا على طول الجانب الغربي للشريط الرملي الذي يربط شبه جزيرة نوسا دوا بباقي جزيرة بالي.
- منطقة جنوب كوتا ( كيكاماتان كوتا سيلاتان ؛ تشمل جيمباران وكامل شبه جزيرة نوسا دوا ).
- منطقة شمال كوتا ( Kecamatan Kuta Utara ؛ تشمل قرى Kerobokan Kelod و Kerobokan و Kerobokan Kaja و Tibubeneng و Canggu و Dalung).

خريطة كوتا

أصبحت كوتا الآن مركزًا لمنطقة حضرية واسعة النطاق تتميز بالتوجه السياحي، حيث تتداخل مع البلدات المجاورة.. ليجيان ، إلى الشمال ، هي المركز التجاري لمدينة كوتا وموقع للعديد من المطاعم وأماكن الترفيه. تقع معظم الفنادق الكبيرة المطلة على الشاطئ في المنطقة الجنوبية من توبان.
ليجيان وسيمنياك هما الامتدادات الشمالية لكوتا على طول جى. ليجيان وجى. Basangkasa. تعد ضواحي المنطقة هادئة نسبياً، وتتميز بوجود أماكن إقامة على طراز المنازل الريفية، حيث يعيش العديد من المغتربين. يوجد أيضًا في الشمال بيتيتنجيت ، وبيراوا ، وكانجو ، وسيش - استمرارًا جديدًا وأكثر هدوءًا لشاطئ كوتا. يسهل الوصول إليها من خلال Abian Timbul أو Denpasar و Kerobokan .توجد في هذه المنطقة العديد من الفنادق الكبيرة، مثل أوبروي بالي، وفندق هارد روك بالي، وإنتان بالي فيليدج، وليجيان بالي في بيتيتنجيت، وشاطئ ديواتا، وأجنحة بالي ساني في بيراوا.

## النصب التذكاري لتفجير بالي

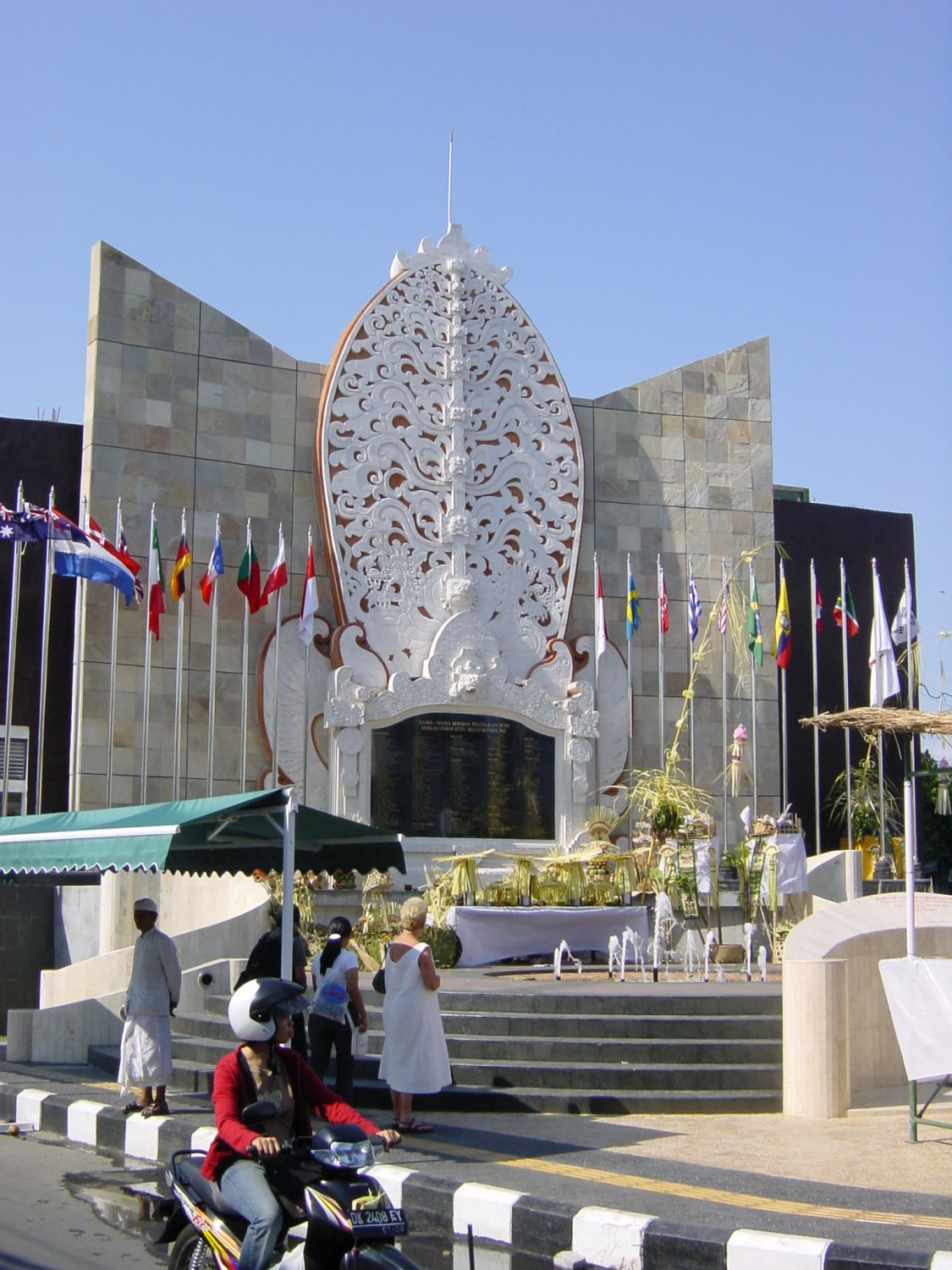
النصب التذكاري لتفجيرات بالي

تم بناء نصب تذكاري دائم في موقع حانة بادي المدمرة في شارع ليجيان بعد التفجير الذي وقع في عام 2002 في كوتا، والذي أودى بحياة 202 أشخاص بينهم 88 أستراليًا. ويتم الاهتمام بصيانة هذا النصب التذكاري وإضاءته في الليل. (أعيد فتح شريط جديد ، سُمي "Paddy's: Reloaded" ، على طول شارع Legian Street. ) النصب التذكاري مصنوع من الحجر المنحوت بشكل معقد ومرصع بلوحة رخامية كبيرة تحمل أسماء وجنسيات كل من قُتلوا. يحيطه أعلام الضحايا الوطنية ويتم الحفاظ على النصب التذكاري بشكل جيد ويضاء في الليل.
تم تدشين النصب التذكاري في 12 أكتوبر 2004، بمناسبة الذكرى الثانية للهجوم. تمت إقامة احتفالات هندوسية تقليدية بالي في هذا الحدث، وقد تيسر للمشيعين وضع الزهور والتكريم بطرق أخرى. وحضر المراسم السفير الاسترالي والمسؤولون الاندونيسيون حيث كان معظم الضحايا من الاستراليين.

## شاطئ كوتا
يعود شهرة شاطئ كوتا إلى بداية السبعينيات. ويطلق عليه أيضًا اسم شاطئ الغروب، بخلاف شاطئ صن رايز الذي يُعرف باسم آخر وهو شاطئ سانور. تقع المنتجعات الفاخرة والمطاعم والنوادي على طول الشاطئ.
في عام 2011 ، تم بناء سياج من الحجر الرملي الأبيض بطول مترين ، تم بناؤه على طراز العمارة البالية ، على طول الطريق لمنع الرمال من التدفق إلى المقاهي والمطاعم. تكلفة المشروع 4 مليار روبية (0.47 مليون دولار). يكره بعض السائحين ذلك لأنه يُعتبر أنه يحجب منظر الشاطئ ، بينما يعتقد البعض الآخر أن الجدار يساعد في إخماد الأصوات من حركة المرور المزدحمة في الشارع المجاور. لجعل الشاطئ أنظف ، اعتبارًا من أواخر أغسطس 2011 ، يُحظر على البائعين بيع الطعام على الشاطئ ، لكن لا يزال يُسمح لهم ببيع المشروبات والهدايا التذكارية.
يتسبب الموسم السنوي للرياح في المنطقة في غسل القمامة والنفايات البلاستيكية على الشاطئ بشكل متكرر. يتطوع السكان المحليون والسياح لتنظيف النفايات.

## السياحة
تشتهر كوتا في بالي بكونها وجهة سياحية رخيصة للأستراليين بسبب قربها. و يوجد بها أفخم الفنادق و المنتجعات و ذلك لقربها من المطار و الشواطئ الجميلة و غروب الشمس المثالي.

## الثقافة الشعبية
يتضمن كلمات أغنية "I've Been to Bali Too" التي أصدرتها فرقة الروك الشعبية الأسترالية Redgum في ألبومهم "Frontline" عام 1984، إشارةً إلى كوتا في بالي. كما أنها موطن لفرقة موسيقى الروك البانك الإندونيسية Superman Is Dead ، والتي تشتهر بأغنيتها الإنجليزية "Kuta Rock City".

## أنظر أيضا
- جالان ليجيان
- جيمباران
- شاطئ كوتا الجديد
- سيمينياك
- قائمة الشواطئ في إندونيسيا